# Michael Dowling (cầu thủ bóng đá)
Michael Dowling (1889 – sau 1919) là một cầu thủ bóng đá người Anh có 35 lần ra sân ở Football League thi đấu cho Sheffield Wednesday và Lincoln City. Ông thi đấu ở vị trí tiền đạo, và thi đấu cho St Mirren tại Scottish Football League. Ông cũng từng thi đấu cho Portsmouth tại Southern League, và thi đấu bóng đá non-league cho Jarrow và Ebbw Vale.